# Peltaea chiquitana
Peltaea chiquitana är en malvaväxtart som beskrevs av Antonio Krapovickas och Cristobal. Peltaea chiquitana ingår i släktet Peltaea och familjen malvaväxter. Inga underarter finns listade i Catalogue of Life.